# اوجو پوزان
اوجو پوزان (به ایتالیایی: Ugo Pozzan) بازیکن فوتبال و اهل ایتالیا است که از سال ۱۹۵۶ میلادی عضو تیم ملی فوتبال ایتالیا بوده و در ۲ بازی ملی حضور داشته‌است. او در بازی‌های ملی‌اش گلی به ثمر نرساند.
اوجو پوزان آخرین بازی ملی خود را در سال ۱۹۵۶ میلادی انجام داد.